# Zazie dans le métro (film)
Pour les articles homonymes, voir Zazie dans le métro (homonymie).
Pour plus de détails, voir Fiche technique et Distribution.
Zazie dans le métro est une comédie burlesque française de Louis Malle tournée et sortie en 1960, d'après le roman de Raymond Queneau paru l'année précédente.

## Synopsis
Zazie, une gamine de dix ans aux manières délurées et au langage trivial, arrive de province, impatiente de découvrir le métro parisien. Son oncle Gabriel l'attend à la gare et, à sa grande déception, la jette directement dans un taxi conduit par son ami Charles et la dépose au café Turandot. Là, elle fait la connaissance de Mado P'tits Pieds, une serveuse au grand cœur, de sa tante Albertine, ménagère modèle, et d'autres figures truculentes.
Zazie s'échappe pour enfin se promener en métro, mais quand elle se rend compte qu'il est fermé pour cause de grève, elle se met à pleurer. Chacun va désormais vaquer à ses propres occupations. L'oncle se travestit en danseuse espagnole dans un café-concert, Charles déclare sa flamme à Mado pendant que Zazie découvre le marché aux puces en compagnie de Pédro-Surplus, qui se métamorphosera en agent Trouscaillon, puis en Aroun-Arachide.
Après deux jours de folie parisienne, Zazie emprunte enfin le métro pour se rendre à la gare et repartir. Mais Zazie, endormie dans les bras de sa tante, ne se rend pas compte qu'elle utilise le fameux objet de sa curiosité… Lorsqu'elle est promptement déposée dans le train par sa tante, Zazie se réveille. À sa mère qui lui demande ce qu'elle a fait durant son séjour, la petite fille répond qu'elle a vieilli.

## Fiche technique
- Titre : Zazie dans le métro
- Réalisation : Louis Malle
- Scénario : Louis Malle et Jean-Paul Rappeneau, d'après le roman de Raymond Queneau (Éditions Gallimard-NRF)
- Adaptation et dialogues : Louis Malle, Jean-Paul Rappeneau
- Conseiller artistique : William Klein
- Assistants réalisateur : Philippe Collin, Olivier Gérard, Richard Bigottini
- Images : Henri Raichi
- Opérateur : Jean Charvein, assisté d'André Dubreuil
- Montage : Kenout Peltier, assisté d'Yvette Bertrand et de Claudine Merlin
- Musique : André Pontin et Fiorenzo Carpi - (Éditions Impéria)
- Orchestre sous la direction de Jacques Météhen
- Costumes : Charles Mérangel, Marc Dolnitz
- Maquillage : Aïda Carange
- Son : André Hervée
- Décors : Bernard Evein, assisté de Marc Frédérix
- Script-girl : Sylvette Baudrot
- Photographe de plateau : Jean-Louis Castelli
- Production : Les Nouvelles Éditions de Films
- Chef de production : Napoléon Murat, Louis Malle
- Directeur de production : Irénée Leriche
- Producteur associé : Hubert Mérial
- Distribution : consortium Pathé
- Pays d'origine :  France /  Italie
- Format : pellicule 35 mm, couleurs - Eastmancolor - ratio : 1,37:1
- Genre : comédie
- Durée : 89 minutes
- Date de sortie : 31 octobre 1960
- Visa d'exploitation : 23146

## Distribution
- Catherine Demongeot : Zazie Lalochère, une gamine impertinente en visite à Paris
- Vittorio Caprioli : Pedro Surplus/l'agent de police Trouscaillon
- Philippe Noiret : Gabriel, un danseur travesti de cabaret, l'oncle de Zazie
- Hubert Deschamps : Turandot, un patron de café et propriétaire de l'appartement de Gabriel
- Antoine Roblot : Charles, un chauffeur de taxi ami de Gabriel
- Annie Fratellini : Mado petits pieds, une serveuse de café amoureuse de Charles
- Carla Marlier : Albertine, la femme de Gabriel et tante de Zazie, une ménagère modèle / Albert
- Yvonne Clech : la veuve Mouaque
- Nicolas Bataille : Fédor Balanovitch
- Odette Piquet : Jeanne Lalochère, la mère de Zazie qui la case chez Gabriel chaque fois qu'elle a un amant
- Jacques Dufilho : Ferdinand Gridoux
- Marc Dolnitz : Monsieur Coquetti
- Louis Lalanne : l'amant de Jeanne Lalochère
- Alegrina : une permanente
- Jeanne Allard : une permanente
- Jacqueline Doyen : une permanente
- Arlette Balkis : une permanente
- Little Bara : un permanent
- Jean-Yves Bouvier : un permanent
- Irène Chabrier : une permanente
- Claude Confortès : un permanent
- De Lannoy : un permanent
- Jean de Coninck : un permanent
- Max Desrau : L'homme qui mange
- Sacha Distel : lui-même, sortant d'une colonne Morris
- Simone Duhart : une permanente
- Georges Faye : un permanent
- Jacques Gheusi : Le gérant
- Henri Guégan : Un serveur
- Jean Minisini : Un serveur
- Pâquerette : La vieille dame attrapée au lancer
- Jean-Pierre Posier : un permanent
- Jean Rupert : Un homme dans l'ascenseur et dans le bus
- Christine Howard
- Virginie Merlin : une permanente
- Paul Vally : un permanent
- Richard Bigotini
- Évelyne Istria
- Monique Delannoy
- Claude Berri : un serveur

## Réception
Sorti le 28 octobre 1960, le film eut peu de succès, auprès du public comme auprès des critiques[réf. nécessaire]. Il attire tout de même 854 495 spectateurs en France.
Toutefois, lors de la première du film, quelques artistes comme François Truffaut, Eugène Ionesco ou Charlie Chaplin ont immédiatement exprimé leur enthousiasme, ainsi que Queneau lui-même qui déclarera : « En même temps que je reconnais Zazie dans le métro en tant que livre, je vois dans le film une œuvre originale dont l’auteur se nomme Louis Malle, une œuvre insolite et à la poésie de laquelle je suis moi-même pris ».

## Lieux de tournage

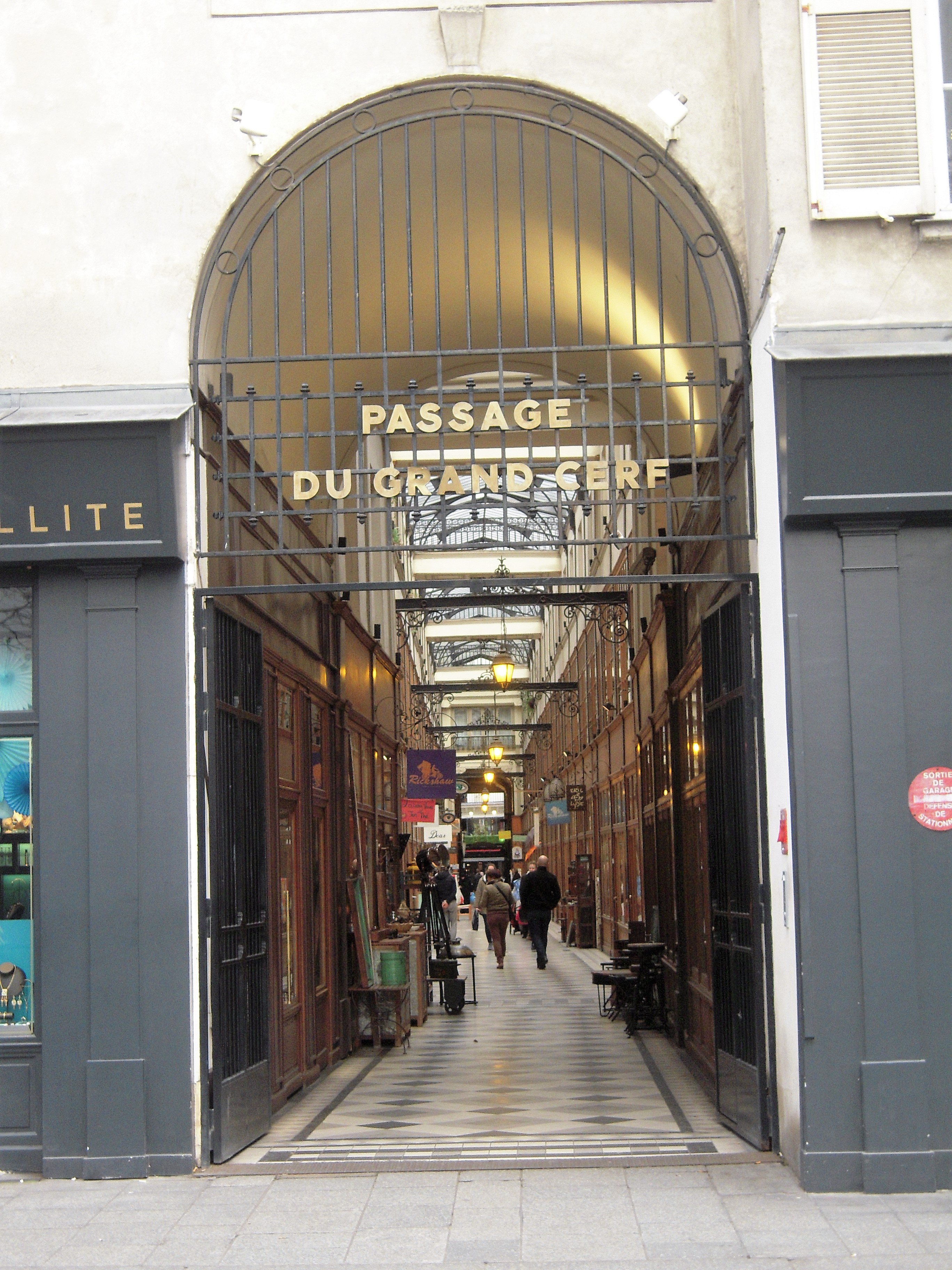
Le passage du Grand-Cerf (2e arrondissement).

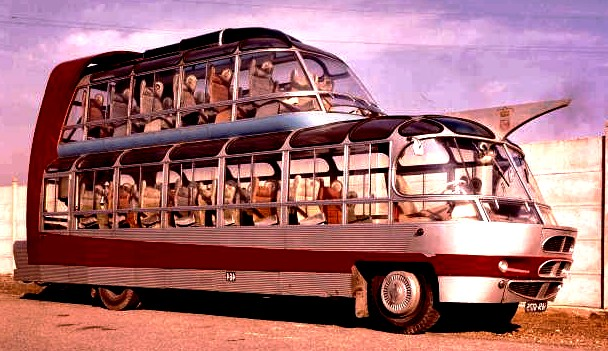
Le bus touristique Citroen U55 CH14

Dans le Paris de 1960, Louis Malle nous montre l'église Saint-Vincent-de-Paul, désignée comme la Sainte-Chapelle, la place Franz-Liszt (10e arrondissement), la gare de l'Est, le café Turandot à la rue Notre-Dame-de-Bonne-Nouvelle, sur le perron de la villa des Platanes dans la cour du 60, boulevard de Clichy, la rue Bossuet, le marché aux puces de Saint-Ouen, le pont de Bir-Hakeim, la galerie Vivienne et le passage du Grand-Cerf (2e arrondissement), l'édicule Guimard de la station de métro Bastille (détruit en 1962), les quais de la Seine, un cabaret de Pigalle (tourné en studio) et bien sûr la tour Eiffel.

## Différences entre le roman et le film
- Dans le roman la femme de Gabriel s'appelle Marceline tandis que dans l'adaptation de Louis Malle, on l'appelle Albertine, hommage à Albertine Simonet, l'héroïne de Marcel Proust.
- Dans le roman Zazie dans le métro, Raymond Queneau joue sur les mots et critique la tradition littéraire, alors que le film est burlesque et parodie la tradition cinématographique.
- Dans le film, le personnage de Zazie est plus jeune de 4 ans que dans l'œuvre originale.[réf. nécessaire] En effet, chez Queneau, la virginité de Zazie suscite l'inquiétude de sa mère. En la rajeunissant de la sorte, Louis Malle tente d'éviter le côté Lolita qui aurait accentué l'aspect pervers (notamment lors de la course poursuite avec Pédro Surplus). Avec une Zazie adolescente, le film encourait la censure.
- Dans le roman, la déclaration d'amour de Meussieu Pétro à Marceline se déroule chez elle et non au cabaret du Mont-de-piété.